# Finian z Clonard
Finian z Clonard, również Finnian, irl. Fionáin (ur. ok. 470, zm. ok. 549) – irlandzki zakonnik i opat, rzekomy nauczyciel dwunastu apostołów Irlandii, założyciel opactwa w Clonard, jeden z największych ojców irlandzkiego monastycyzmu, święty Kościoła katolickiego.
Nauki pobierał u św. Kadoka i św. Gildasa w Walii. Był wielkim czcicielem świętego Patryka.
Jego wspomnienie liturgiczne obchodzone jest 12 grudnia.